# Genk
Genk este un oraș din regiunea Flandra din Belgia. Suprafața totală este de 87,85 km². La 1 ianuarie 2008 comuna avea o populație totală de 64.294 locuitori. 

## Localități înfrățite
- Botswana: Francistown;
- Polonia: Cieszyn;
- Turcia: Isparta.